# ジャニス・カワエ
ジャニス・カワエ（Janice Kawaye、1970年1月29日 -）は、アメリカ合衆国の女性声優、元子役。日系アメリカ人。カリフォルニア州ロサンゼルス出身。ロサンゼルス美術高校卒。高校時代は演劇部に所属していた。流暢な日本語が話せる。別名はヒロミ・カワエ(Hiromi Kawaye)。日本語ではジャニス・カワイとも書かれる。

## 受賞・ノミネート
- 2003年度：アニー賞声優賞テレビアニメ部門候補『ジェニーはティーン☆ロボット』（ジェニー役）[1]

## 出演作品

### テレビアニメ
1989年
- カラテ・キッド（タキ）

1990年
- キャプテン・プラネット（ギー）
- Potsworth & Co.（ケイコ）

1992年
- Capitol Critters（ミコ）
- キャプテン・プラネット（リー）

1993年
- ロッコーのモダンライフ（ビーバー）

1994年
- Bump in the Night（リトル・ロボット、ビッグ・ロボット）
- Where on Earth Is Carmen Sandiego?

1995年
- アラジンの大冒険
- BEAVIS AND BUTT-HEAD（キンバリー）

1996年
- クワック・パック（ソー・リン）

2001年
- インベーダー・ジム（サラ）
- クランプ・ツインズ（ジォアンナ）

2002年
- インベーダー・ジム（女優）
- Kaput and Zösky: The Ultimate Obliterators（ドーター）

2003年
- ジェニーはティーン☆ロボット（ジェニー、XJ-1）

2004年
- KND ハチャメチャ大作戦（ソニア、リー）
- ハイ!ハイ! パフィー・アミユミ（アミ・オオヌキ、テキライ、アミロボット、クラウド）
- Megas XLR（ギャラクシア、他）

2005年
- Escape from Cluster Prime（ジェニー、XJ-1）
- ジェニーはティーン☆ロボット（少女2）
- ハイ!ハイ! パフィー・アミユミ（ジャニス）

2006年
- クラス・オブ・ミュージック!（キム・チン、カム・チン、学生、アナウンス、電話の声）
- KND ハチャメチャ大作戦 オペレーション・ゼロ（ナンバー83/ソニア、ナンバー84/リー）
- SAMURAI 7（農民）
- ハイ!ハイ! パフィー・アミユミ（邪悪なアミ）
- BLEACH（黒崎遊子）

2007年
- ジェニーはティーン☆ロボット（ウェイクマン）
- BLOOD+（レイミ、ムイ、チェン、学生）

2012年
- ブレイド（アリス）

2013年
- ヤング・ジャスティス（アリスアサミ・”サム”・コイズミ、アシスタント）

2014年
- とらドラ!（光井百合子）

2015年
- ヒーローズ ~バトルディスク伝説~

2016年
- HUNTER×HUNTER（シズク）
- ビー・クール スクービー・ドゥー！（アキ、レポーター）
- ラブライブ!（矢澤ここあ）

2020年
- 名探偵コナン エピソード“ONE” 小さくなった名探偵（吉田歩美）

2021年
- 俺だけ入れる隠しダンジョン（オリヴィア・サーヴァント）
- EDENS ZERO（カウチポ）
- 半妖の夜叉姫（紫織）

### 劇場アニメ
1988年
- Pound Puppies and the Legend of Big Paw（タミー）

2008年
- 劇場版BLEACH MEMORIES OF NOBODY（黒崎遊子）

2009年
- 劇場版BLEACH The DiamondDust Rebellion もう一つの氷輪丸（黒崎遊子）

2012年
- 劇場版BLEACH 地獄篇（黒崎遊子）

2016年
- GAMBA ガンバと仲間たち

2017年
- 劇場版 K MISSING KINGS（雪染菊理）

2018年
- 劇場版 HUNTER×HUNTER 緋色の幻影（シズク）

2020年
- 二ノ国
- 名探偵コナン から紅の恋歌（吉田歩美）

2021年
- 名探偵コナン 純黒の悪夢（吉田歩美）
- ルパン三世VS名探偵コナン THE MOVIE（吉田歩美）

2022年
- 名探偵コナン 業火の向日葵（吉田歩美）
- 名探偵コナン 紺青の拳（吉田歩美）

### OVA
- オズの魔法使い（1987年、ドロシー）※ヒロミ・カワエ名義
- ティーン・タイタンイズ 東京で大ピンチ（2007年、ニャーニャ/チモコ）

### ゲーム
2004年
- NINJA GAIDEN（あやね）

2005年
- ロマンシング サガ -ミンストレルソング-（クローディア）

2007年
- スポンジ ボブとなかまたち トイボットのこうげき（ジェニー）
- NINJA GAIDEN Σ（あやね）

2008年
- テイルズ オブ シンフォニア -ラタトスクの騎士-（アリス）
- NINJA GAIDEN 2（あやね）

2010年
2012年
- NINJA GAIDEN 3（あやね）

2014年
- スーパーダンガンロンパ2 さよなら絶望学園（辺古山ペコ）

2015年
- FATAL FRAME Maiden of Black Water/PROJECT ZERO MAIDEN OF BLACK WATER（あやね）

2017年
- .hack//G.U. Last Recode（クサビラ）

2018年
- [NARUTO TO BORUTO シノビストライカー（女性アバター7）

### 吹き替え
- BLEACH 死神代行篇（2018年、黒崎遊子<平澤宏々路>、黒崎夏梨<安藤美優>）

### 映画
- ナイト・オブ・ザ・コメット（1984年、サラ）

### テレビ映画
- Little Shots（1983年、ハーレー）

### CM
- カートゥーンネットワーク（アミ・オオヌキの声）